# 大慈寺 (熊本市)
大慈寺（だいじじ）は熊本県熊本市南区にある曹洞宗の寺院。山号は大梁山（だいりょうざん）。元九州本山。修行道場として僧堂がある。本尊は釈迦三尊。「大慈禅寺（だいじぜんじ）」の名でも知られる。
開山の寒巌義尹が後鳥羽天皇（順徳天皇とも）の皇子であったため、朝廷との結びつきが深く、紫衣を許可され、曹洞宗の九州本山として寒巌派の拠点となっていたが、度重なる火災で衰退した。

## 歴史
開山の寒巌義尹（1217 - 1300）は、道元に参禅した曹洞宗の僧で、2度の入宋の後、博多の聖福寺を経て肥後に住した。地元の地頭河尻泰明は寒巌に帰依し、境内地を寄進して、弘安元年（1278年）、大慈寺が創建された。寺は亀山法皇の勅願寺となり、正安2年（1300年）に本堂が完成した。
正平年間（1346年 - 1370年）に焼失し、大雲化縁が再興。その後も中世を通じてたびたび焼失と再興を繰り返した。永正17年（1520年）には戦乱に巻き込まれて焼失。再興するも天文9年（1540年）にも戦乱に巻き込まれて焼失、天文15年（1545年）に再興した。
近世に入っても火災があり、享禄2年（1629年）に再興、明和5年（1768年）にも焼失している。
明治時代初期には廃仏毀釈で荒廃。昭和9年には河川改修工事により、境内地が削られている。昭和期には澤木興道が滞在し、坐禅を指導。昭和60年に再興された。

## 伽藍
- 山門 - 享保5年（1720年）建立
- 経蔵 - 延享3年1746年建立

## 文化財

### 重要文化財（国指定）
- 梵鐘 - 弘安10年（1287年）銘
- 寒巌義尹文書
  - 伽藍草創偈
  - 寒巌義尹自賛像（永仁己亥）（絹本）
  - 大渡橋幹縁疏（建治2年5月日）
  - 大渡橋供養記（弘安元年7月晦日）
  - 宝塔幹縁疏（正応2年5月16日）
  - 発願文（永仁元年12月8日）

### その他
- 宝塔 - 元仁元年（1224年）銘、熊本県指定重要文化財
- 層塔 - 永仁5年（1297年）銘、熊本県指定重要文化財
- 層塔 - 記年銘不明、熊本県指定重要文化財
- 宝篋印塔 - 熊本県指定重要文化財
- 種田山頭火の句碑

## 俳句
- まったく雲がない笠をぬぎ （種田山頭火）
- 大慈寺の山門長き青田かな （夏目漱石）[2]

## 所在地
- 熊本県熊本市南区野田1丁目7-1

## 交通
- JR鹿児島本線川尻駅から徒歩25分
- 桜町バスターミナルより九州産交バス川尻バイパス・大慈禅寺経由南区役所・宇土・松橋方面行きに乗車、大慈禅寺(だいじぜんじ)下車、徒歩5分

## 関連図書
- 熊本日日新聞社編纂・発行『熊本県大百科事典』、1982年、510-511頁